# Jacques Mestre
Jacques Mestre, né le 2 mars 1952 à Marseille, est un professeur de droit français, spécialiste du droit des obligations (particulièrement du droit des contrats) et du droit des affaires.

## Biographie

### Formation
Jacques Mestre obtient le grade de docteur en droit en 1976, avec mention « Très bien » et éloges du jury. Sa thèse est : La subrogation personnelle, sous la direction conjointe des professeurs Pierre Kayser et Pierre Raynaud.
Il est assistant en droit, puis maître-assistant à la faculté de droit d'Aix-Marseille III (1974-1980).
Il est agrégé de droit privé et de sciences criminelles du concours de 1979-1980 (major de promotion).
Il est Lauréat de la faculté de droit d'Aix-en-Provence.

### Carrière professorale
Jacques Mestre est nommé professeur à l'université de Toulouse (1980 à 1983), puis à l'université Aix-Marseille-III à compter du 1er octobre 1983.
Il a été directeur de l'Institut de droit des affaires (IDA) de l'université d'Aix-Marseille III de 1989 à 1999, et  a dirigé le Centre de droit économique d'Aix-Marseille III pour la période de 1984 à 2014.
Il est élu doyen de la faculté de droit d'Aix-Marseille III pour la période 1999 à 2004.
Il est membre de la section Droit privé du Conseil national des universités de 1983 à 1987 et de 2000 à 2003, puis en est le président de 2003 à 2007.
Il est président du jury d'agrégation de droit privé et de sciences criminelles en 2010 ; il en avait été membre lors du concours de 1986.
Il est membre du jury d'agrégation de droit privé du Conseil Africain et Malgache pour l'Enseignement Supérieur, dit CAMES (Cotonou : 2009 ; Lomé : 2015).
Il a dirigé le DEA de Droit des affaires, devenu Master Recherche Droit économique, de l'université Aix-Marseille III.
Il a donné des cours ou conférences dans plusieurs Universités étrangères : Bruxelles, Florence, Rabat, Tübingen, Beyrouth, Mexico, Québec, Dakar, Bangkok, Tokyo, Lausanne, Montréal, Ho Chi Minh Ville, Saint Louis du Sénégal, La Nouvelle Orléans, Santiago du Chili, Naples, Tunis, Lomé, Alicante.

### Vie privée
Jacques Mestre est marié; le couple a eu trois enfants.

## Travaux

### Directeur scientifique et membre de comités de direction de revue
Jacques Mestre a été directeur scientifique de la revue Droit et Patrimoine de 1997 à 2003 et de la revue Lamy Droit civil depuis sa création en 2004 jusqu’en 2021.
Il est actuellement membre des comités de direction de la Revue trimestrielle de droit civil, de la Revue des sociétés, de la Revue Lamy Droit des affaires et de la Revue trimestrielle de droit commercial et de droit économique.
Il   est   le   fondateur   de   la   collection  Horizons   juridiques   africains  au   sein   des   Presses Universitaires d’Aix-Marseille.
Depuis 2018, il préside  l’Association Française des Docteurs en Droit, et y dirige la revue électronique Horizons du Droit.

### Ouvrages

#### Ouvrages personnels
Jacques Mestre a notamment publié les ouvrages suivants :
- La subrogation personnelle (thèse), LGDJ, Bibliothèque de droit privé, 1979, volume n°160, préface de Pierre Kayser
- Lamy Sociétés commerciales, rééditions annuelles à compter de 1984
- Droit commercial, manuel, LGDJ, rééditions tous les deux ans depuis 1987
- Les grandes décisions de la jurisprudence en droit des sociétés, Presses universitaires de France, 1988 (avec Yves Chartier)
- Grands arrêts du droit des affaires, Dalloz, 1995 (avec D. Vidal et Emmanuel Putman)
- Le meilleur est Avenir, Presses universitaires d'Aix-Marseille, 2006, réédition en 2009
- Trait d’union, LGDJ, 2019

#### Directions d'ouvrages avec participation
- Traité de droit civil, sous la direction de Jacques Ghestin : « Les sûretés réelles », LGDJ, 1999 (avec Emmanuel Putman et M. Billiau)
- Lamy Droit civil
- Les principales clauses des contrats d'affaires, éd. Lextenso, 2011, réédition en 2018 et en 2025
- Innovation et Droit – Pour une construction positive, Presses universitaires d'Aix-Marseille, 2013 (avec L. Merland)
- La paix, un possible objectif pour les juristes de droit des affaires ?, LGDJ, 2016
- Les pactes d’affaires, éd.Lextenso, 2021 (avec J.Heinich et H.Lécuyer)
- Cerveau(x) et Droit, éd.Lextenso, 2022 (avec P.Larrieu et S.Lacroix-de Sousa)
- Les juristes au service du transgénérationnel, éd.Mare et Martin, 2023 (avec A.-L.Fabas et S.Lacroix-de Sousa)
- Fête   et   Droit,   Regard   juridique   sur   l’événementiel,   éd.PUAM,   2023   (avec   S.Lebreton-Derrien)
- Information et Secrets, Regards croisés d'Afrique et de France, éd.PUAM, 2024 (avec P.Badji, M.A.Mouthieu Njandeu et S.Lacroix-de Sousa)

#### Chroniques juridiques
- Section « Obligations en général », au sein de la Revue Trimestrielle de Droit civil (RTDC), de 1984 à 2007 (avec B. Fages de 2000 à 2007)

### Principaux articles et notes de jurisprudence
Très nombreux articles, notes au Recueil Dalloz (D), à la Semaine juridique (JCP G), à la Revue trimestrielle de droit civil (R.T.D.Civ.), à la Revue de jurisprudence commerciale, aux Revues Lamy Droit des affaires et Droit civil.
Voir la liste des travaux sur le site de l'IDREF (1476 Références liées - le chargement prend 15 secondes).

### Directeur de thèses
Jacques Mestre a dirigé 107 thèses et a été également président de jurys de 8 thèses.

## Hommages
: ouvrage ayant servi à rédiger cet article
- Mélanges en l'honneur de Jacques Mestre, éditions LGDJ[4],[5], juin 2019, 947 pages  (ISBN 978-2-275-06416-1)

## Distinctions
- Commandeur des Palmes académiques
- Chevalier de l'Ordre de Saint-Charles de Monaco
- Officier des Palmes académiques du Togo